# ATP Challenger Saragossa
Der ATP Challenger Saragossa (offiziell: Saragossa Challenger) war ein Tennisturnier, das von 1989 bis 1992 jährlich in Saragossa, Spanien, stattfand. Es gehörte zur ATP Challenger Tour und wurde im Freien auf Sand gespielt. Carlos Costa ist mit je einem Titel im Einzel und Doppel der einzige mehrfache Turniersieger.

## Liste der Sieger

### Einzel
| Jahr | Sieger               | Finalgegner           | Ergebnis      |
| ---- | -------------------- | --------------------- | ------------- |
| 1992 | Luiz Mattar          | Tomás Carbonell       | 7:5, 3:6, 6:2 |
| 1991 | José Francisco Altur | Karsten Braasch       | 5:7, 7:6, 6:4 |
| 1990 | Carlos Costa         | Francesco Cancellotti | 6:3, 6:4      |
| 1989 | Bruno Orešar         | Francisco Roig        | 6:4, 6:1      |

### Doppel
| Jahr | Sieger                             | Finalgegner                         | Ergebnis      |
| ---- | ---------------------------------- | ----------------------------------- | ------------- |
| 1992 | David Adams Andrei Olchowski       | Martin Damm Murphy Jensen           | 6:2, 1:6, 6:4 |
| 1991 | Massimo Cierro Stefano Pescosolido | Juan Carlos Báguena David de Miguel | 6:2, 6:4      |
| 1990 | David Rikl Tomáš Anzari            | Carlos Costa Francisco Roig         | 6:3, 7:6      |
| 1989 | Carlos Costa Carlos di Laura       | Juan Carlos Báguena Borja Uribe     | 4:6, 7:6, 7:5 |